# Theodora
Theodora ist ein weiblicher Vorname.

## Herkunft und Bedeutung
Theodora ist die weibliche Variante des altgriechischen Namens Θεόδωρος Theódōros, der sich aus θεός theós „Gott“ und δῶρον dōron „Geschenk“ zusammensetzt und „Geschenk Gottes“ bedeutet.

## Verbreitung
Der Name Theodora wird in Deutschland nur sehr selten vergeben.

## Varianten
- Bulgarisch: Теодора Teodora
  - Diminutiv: Дора Dora, Тодорка Todorka
- Deutsch
  - Diminutiv: Thea, Theda, Dora
- Englisch
  - Diminutiv: Dora, Dorean, Doreen, Doretta, Dorinda, Dorine, Teddie
- Französisch: Théodora
  - Diminutiv: Théa
- Griechisch: Θεοδώρα Theodōra
  - Diminutiv: Ντόρα Dóra
- Isländisch: Theódóra
  - Diminutiv: Dóra
- Italienisch: Fedora, Teodora
  - Diminutiv: Dora, Doretta
- Mazedonisch: Теодора Teodora
  - Diminutiv: Тодорка Todorka
- Polnisch: Teodora
- Portugiesisch: Teodora
  - Diminutiv: Dora
- Rumänisch: Teodora
- Russisch: Федора Fedora, Феодора Feodora
  - Diminutiv: Феня Fenja
- Serbisch: Теодора Teodora
  - Diminutiv: Дора Dora
- Schwedisch: Teodora
  - Diminutiv: Thea
- Spanisch: Teodora
  - Diminutiv: Dora, Dorita
- Ungarisch: Teodóra
  - Diminutiv: Dóra, Dorina

Für weitere Varianten: siehe Dorothea #Varianten

Für männliche Varianten: siehe Theodor

## Namenstage
- 11. Februar: nach Theodora die Jüngere
- 28. April: nach Theodora von Alexandria
- 29. August: nach Theodora von Thessaloniki

## Namensträgerinnen

### Antike und Mittelalter
chronologisch
- Flavia Maximiana Theodora, Tochter von Maximian und zweite Frau von Constantius I.
- Theodora und Didymus, christliche Märtyrer († 304)
- Theodora I., 500–548, Ehefrau des Kaisers Justinian I.
- Theodora II., um 810–867, Ehefrau des Kaisers Theophilos; Heilige in der orthodoxen Kirche
- Theodora (-922), Ehefrau des Kaisers Romanos I.
- Theodora, um 930–?, Tochter des Kaisers Konstantin VII. und Ehefrau des Kaisers Johannes Tzimiskes
- Theodora III., 985–1056, herrschende byzantinische Kaiserin 1055/56
- Theodora Komnena (Jerusalem), Nichte des Kaisers Manuel I. Komnenos, Ehefrau des Königs Balduin III. von Jerusalem und später Geliebte von Andronikos I. Komnenos
- Theodora Episcopa in Rom, 8. Jahrhundert, Mutter des Papstes Paschalis I., dargestellt in der Zeno-Kapelle der Kirche Santa Prassede in Rom
- Theodora I. von Tusculum, vornehme Römerin des 10. Jahrhunderts, Gemahlin des Theophylakt
- Theodora II. von Tusculum (* 897; † um 950), Tochter der Vorigen, einflussreiche Person (Senatrix) im frühmittelalterlichen Rom
- Theodora Anna Doukaina Selvo (1058–1083), Tochter des Kaisers Konstantin X., Ehefrau des Dogen Domenico Silvo
- Theodora Komnena (Österreich) (* um 1134; † 1184), durch Heirat Markgräfin von Österreich (1149–1156), Herzogin von Bayern (1149–1156) und Herzogin von Österreich (1156–1177)
- Theodora Angela (Byzanz) (* zwischen 1180 und 1185, † 1246), durch Heirat Herzogin von Österreich und Steiermark, später Zisterzienserin im Stift Lilienfeld
- Theodora Petraliphaina (Heilige Theodora von Arta; * um 1225, † nach 1270) war mit Michael II. Komnenos Dukas Angelos, Despot von Epirus verheiratet
- Theodora von Trapezunt (* 1253, † nach 1285) war 1284/85 Kaiserin von Trapezunt
- Sarah-Theodora (reg. 1349 (?) – 1371), bulgarische Zarin

### Neuzeit
- Theodora von Hessen-Darmstadt (1706–1784), hessische Prinzessin und Herzogin von Guastalla
- Theodora von Griechenland sen. (1906–1969), Prinzessin aus dem Haus Schleswig-Holstein-Sonderburg-Glücksburg
- Theodora von Griechenland  (* 1983), Tochter des ehemaligen Königs Konstantin II. von Griechenland und dessen Frau Anne-Marie von Dänemark

alphabetisch
- Teodora Albon (* 1977), rumänische Fußballschiedsrichterin
- Theodora Bauer (* 1990), österreichische Autorin
- Theodora Büttner (* 1930), deutsche Historikerin (präkoloniale Geschichte Afrikas und antikoloniale Befreiungsbewegung)
- Theodora Diehl (1921–2017), deutsche Schauspielerin, Künstlerin und Autorin
- Teodora Drăgoescu (* 1986), rumänische Fußballspielerin
- Teodora Džehverović (* 1997), Serbische Sängerin
- Teodora Enache (* 1967), rumänische Jazz-Sängerin
- Teodora Gheorghiu (* 1978), rumänische Opernsängerin (lyrischer Koloratursopran)
- Teodora Inácia Gomes (* 1944), Politikerin, Feministin und Frauenrechtsaktivistin aus Guinea-Bissau
- Theodora Goss (* 1968), US-amerikanische Schriftstellerin ungarischer Abstammung
- Theodora Hantos (* 1945), deutsche Althistorikerin und Professorin ungarischer Herkunft
- Theodora Korte (1872–1926), deutsche Dichterin und Schriftstellerin
- Teodora Krajewska, (1854–1935), polnische Ärztin, Schriftstellerin und Lehrerin
- Theodora Kroeber (1897–1979), US-amerikanische Ethnologin
- Theodora Lang (1855–1935), dänische Reformpädagogin und Frauenrechtlerin
- Teodora Maltschewa (* 1983), bulgarische Skilangläuferin
- Teodora Nedewa (* 1977), bulgarische Tennisspielerin
- Teodora Mirčić (* 1988), serbische Tennisspielerin
- Teodora Pušić (* 1993), serbische Volleyballspielerin
- Teodora Ruano Sanchón (* 1969), spanische Radrennfahrerin
- Teodora Rumenowa Andreewa (* 1987), bürgerlicher Name der bulgarischen Sängerin Andrea
- Teodora Staugaitienė (* 1945), litauische Juristin, ehemalige Richterin am Verfassungsgericht und am Obersten Gericht Litauens
- Teodora Ungureanu (* 1960), rumänische Kunstturnerin

Zweitname
- Birutė Teodora Visokavičienė (* 1946), litauische Politikerin, Mitglied des Seimas